# 黃儒炳
黄儒炳（？—1628年），字士明，號倬星，廣東廣州府順德縣人，明朝政治人物。

## 生平
萬曆三十一年（1603年）癸卯科廣東乡试第二十名举人，三十二年（1604年）联捷甲辰科二甲進士。户部观政，改翰林院庶吉士，三十五年授翰林院编修，三十六年丁忧。服除补原职，四十三年任江西乡试同考官。四十四年升右中允，四十七年升左谕德，天啓元年（1621年）任应天乡试同考官，升右庶子，掌司經局，二年（1622年）官南京國子監祭酒，修《南雍续志》，辑二十一史具题，请修率性、正义、修道三堂。三年（1623年）转南京吏部侍郎，值尚书缺，摄理堂务。廷推邹元标为吏部尚书，中旨不下，黄儒炳两疏请之。摄工部时，主事惠承芳建议于都城下歲加税十万两，人情汹汹，黄儒炳随疏驳参，议始罢。摄礼部时，齐庶宗多不法，乃定宗长之制。转礼部右侍郎兼侍读学士、纂修神宗光宗实録副总裁，天啟六年（1626年）二月升吏部左侍郎，三月引疾乞歸，得旨回籍，崇禎元年（1628年）因母歿以哀毁卒。所著有《影木軒文集》。

## 家族
曾祖黄樂；祖父黄信；父黄文礼，號谷泉；母李氏，封孺人。子黄圖贊，字曰性，以廕仕至戶部四川司郎中。